# Los Patios
Los Patios là một khu tự quản thuộc tỉnh Norte de Santander, Colombia. Thủ phủ của khu tự quản Los Patios đóng tại Los Patios Khu tự quản Los Patios có diện tích 287 ki lô mét vuông. Đến thời điểm ngày 28 tháng 5 năm 2005, khu tự quản Los Patios có dân số 47800 người.